# Joseph-Michel Caillé
Pour les articles homonymes, voir Caillé (homonymie).
Joseph-Michel Caillé, né à Nantes le 7 mars 1836 et mort le 13 août 1881, est un sculpteur français.

## Biographie
Caillé est élève d'Amédée Ménard à Nantes. Puis il entre à l'École des beaux-arts de Paris le 3 avril 1856 où il a pour professeurs Francisque Duret et Eugène Guillaume. Il débute au Salon de 1863 avec le plâtre Aristée pleurant la mort de ses abeilles qu'il exécute plus tard en marbre.
Établi à Paris, il expose aux Salons de 1863 à 1880 et reçoit des médailles aux Salons de 1868, 1870, 1874 et à l'Exposition universelle de 1878,.
Joseph-Michel Caillé meurt près de Nantes le 18 août 1881 pendant une saison de bains de mer. Il habite alors à Nantes au 18, rue Porte-Neuve. Il est inhumé dans cette ville au cimetière La Bouteillerie.
Une rue de Nantes porte son nom, la rue Joseph-Caillé, située non loin de la rue Porte-Neuve.

## Œuvres dans les collections publiques
- Amiens :
  - jardin du Cirque : Bacchant jouant avec une panthère, 1870, groupe en marbre[3],[4].
  - square Longueville : Bacchant jouant avec une panthère, 1892, groupe en bronze[5].
- Le Bignon-Mirabeau : Monument à Mirabeau, 1881, bronze[6].
- Nantes, musée des Beaux-Arts[7] :
  - Cain ;
  - Aristée pleurant la mort de ses abeilles, 1866, marbre ;
  - La Fondation de Marseille, 1865 ;
  - Faune jouant avec une panthère, 1867-1879 ;
  - Mme Caillé, vers 1875-1880 ;
  - Élégie, 1876-1878 ;
  - Brunet de Presle, 1877 ;
  - Voltaire, 1878 ;
  - Allégorie des États-Unis, 1878 ;
  - Mirabeau, 1881, deux versions ;
  - Nymphe et Satyre.
- Paris :
  - jardin du Ranelagh : Caïn, 1871, statue en marbre.
  - palais du Louvre : Élégie, 1874, statue en calcaire ornant une niche du 1er étage du pavillon de Marsan[8].
  - quai Malaquais, actuelle place Mahmoud-Darwich : Voltaire, 1885, œuvre détruite en 1941-1942.
- Suresnes, forteresse du Mont-Valérien : Élégie, 1880, statue en marbre[9].

Œuvres de Joseph-Michel Caillé
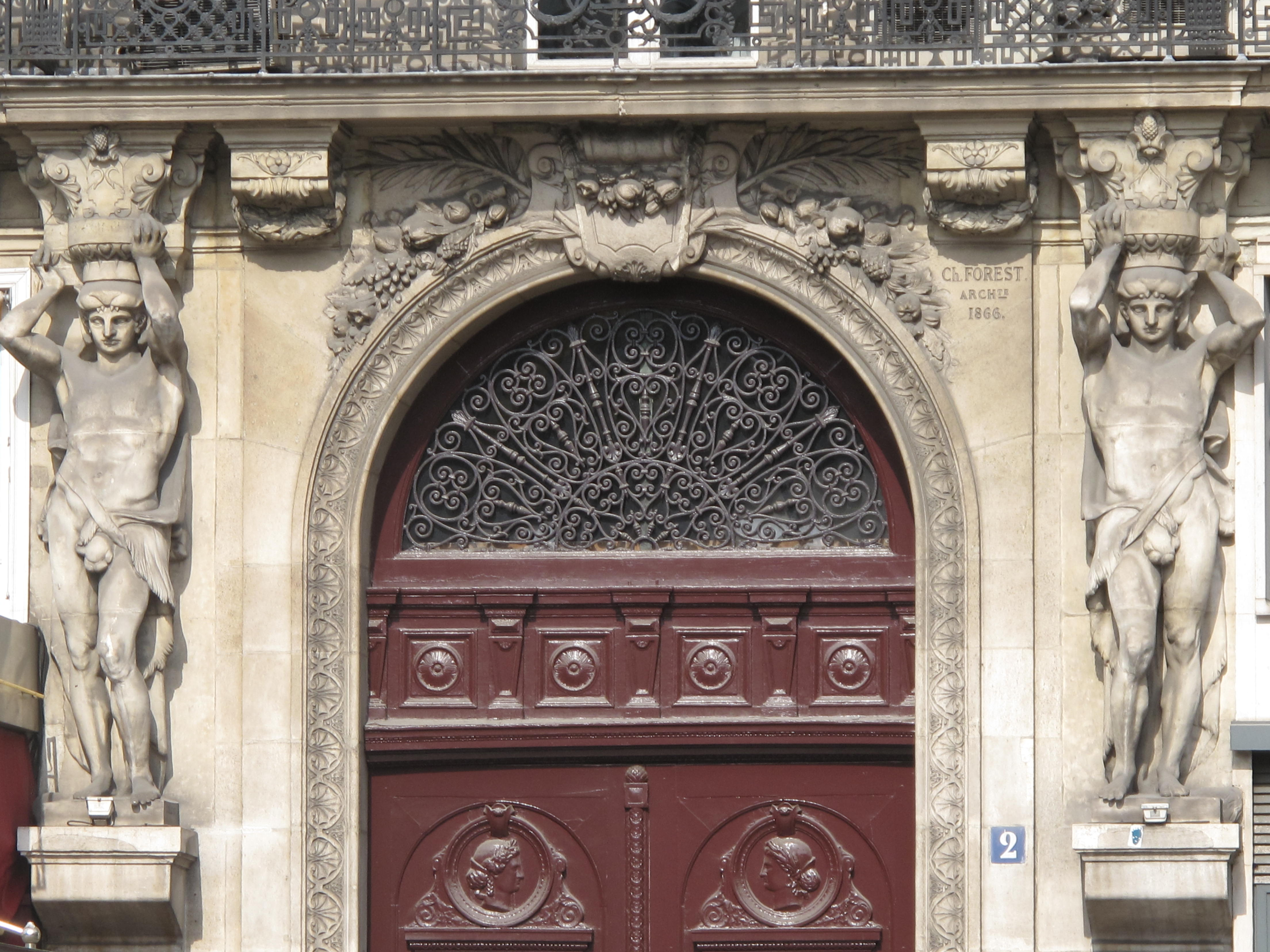
Atlantes (1866) au 2, place d'Estienne-d'Orves à Paris.
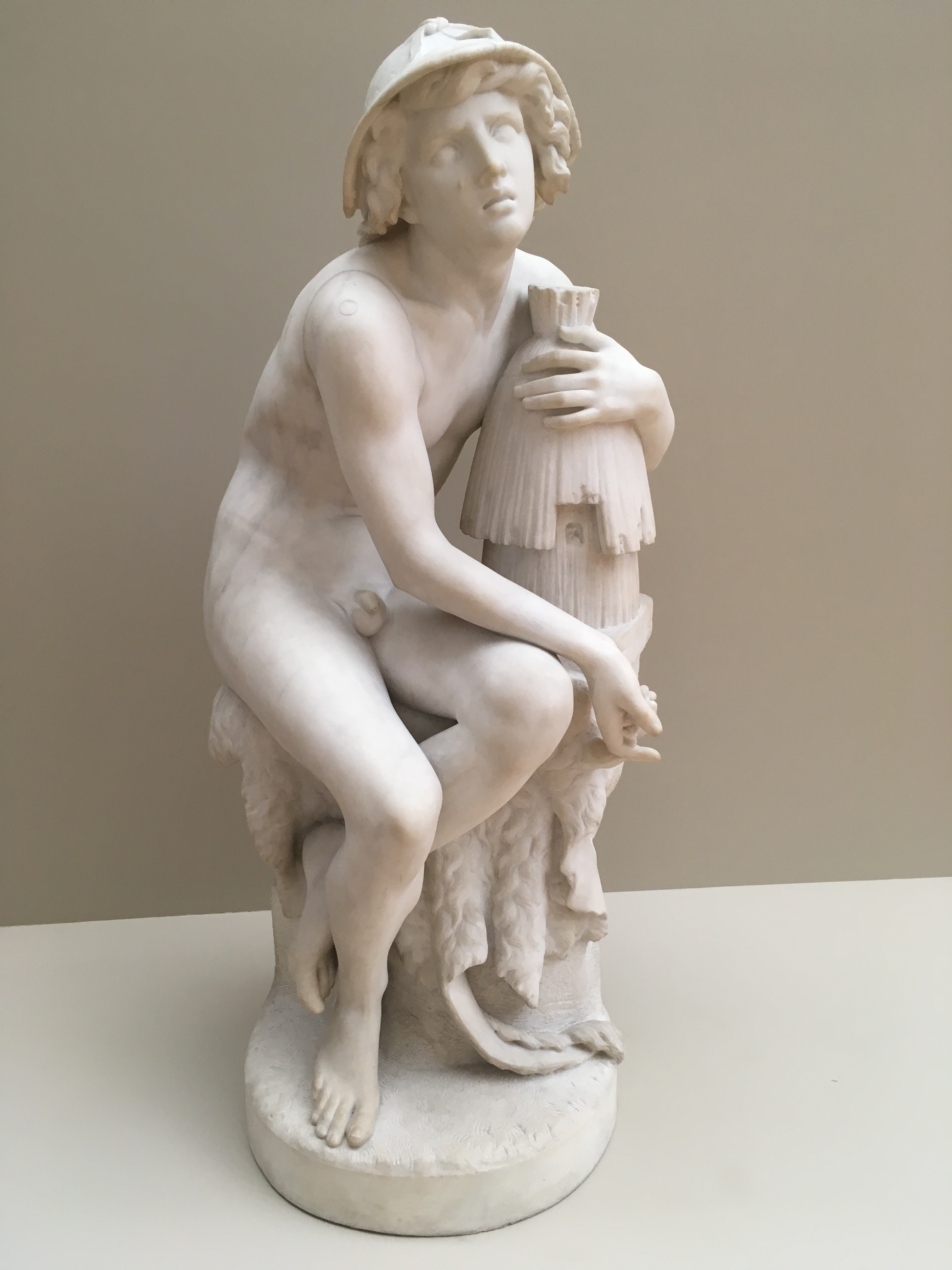
Aristée pleurant la mort de ses abeilles (1866), marbre, Nantes, musée d'Arts.
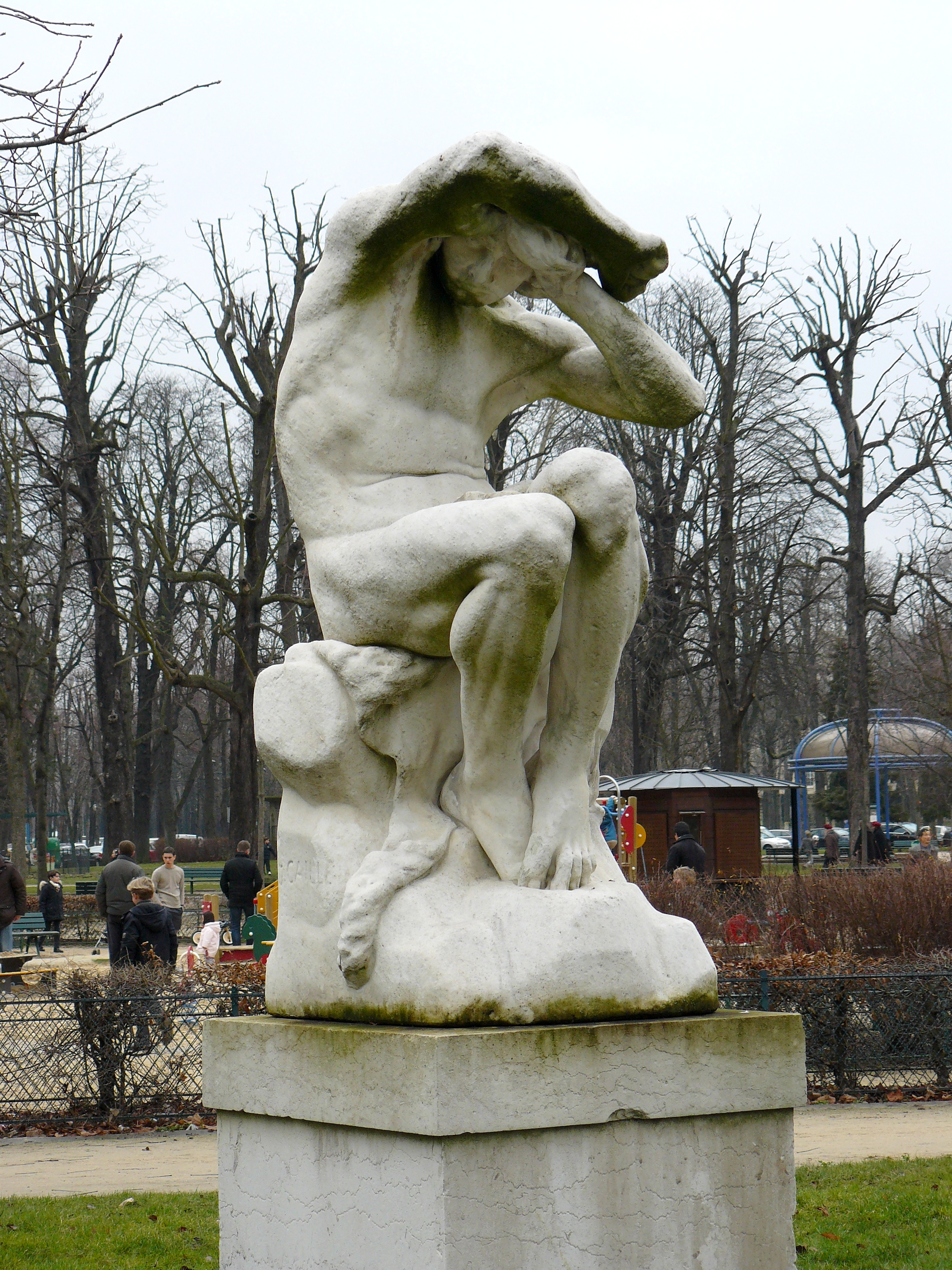
Caïn (1871), Paris, jardin du Ranelagh.
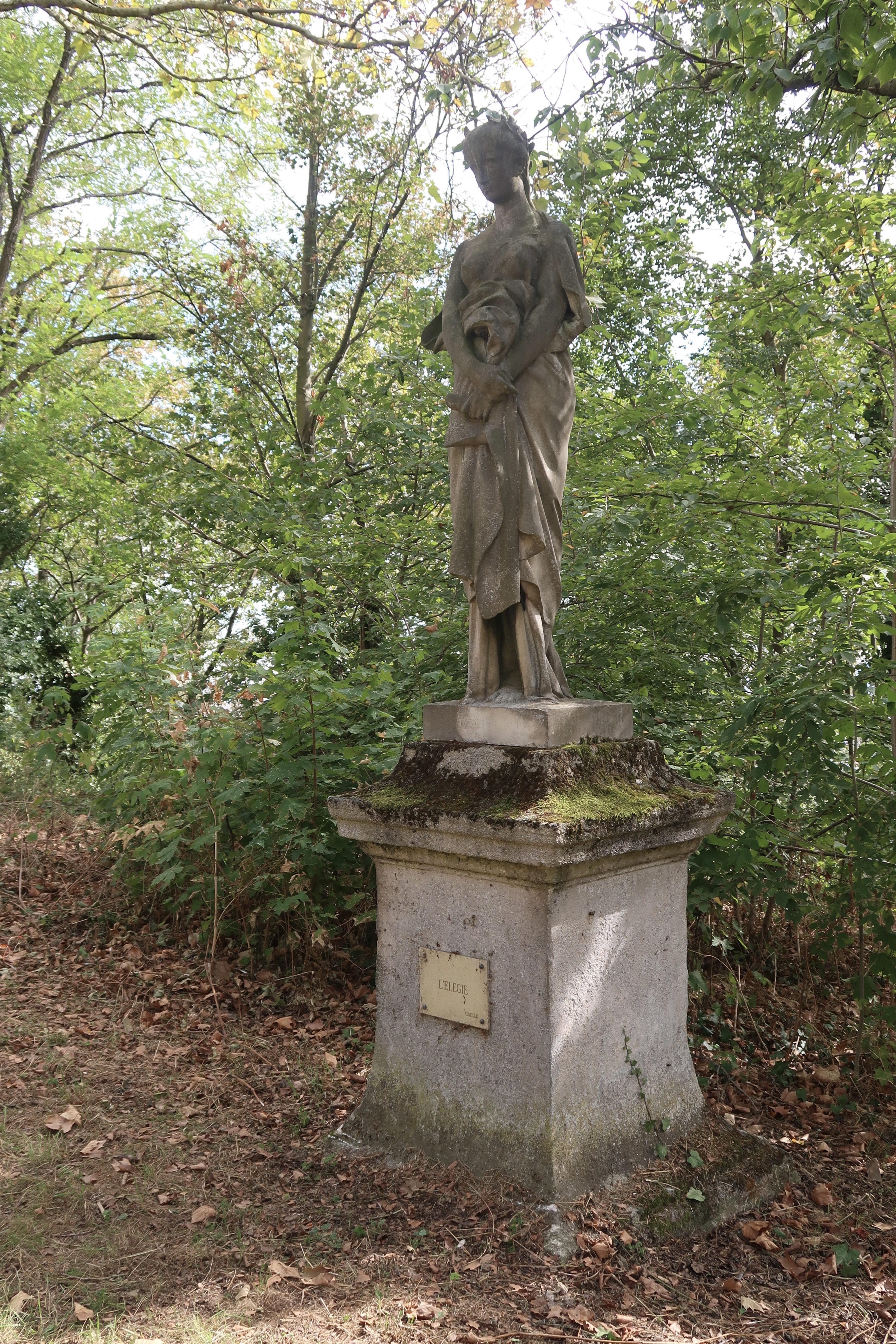
Élégie (1880), Suresnes, forteresse du Mont-Valérien.